# Nueva Ley de Matrimonio Civil
La Ley N° 19.947, que establece Nueva Ley de Matrimonio Civil, conocida simplemente como Nueva Ley de Matrimonio Civil o como Ley de Divorcio, es una ley chilena promulgada el 7 de mayo de 2004 y publicada en el Diario Oficial el 17 de mayo del mismo año. Entró en vigencia seis meses después de su publicación y en esa fecha quedó derogada la Ley de Matrimonio Civil de 10 de enero de 1884.
Esta ley regula los requisitos para contraer matrimonio, la forma de su celebración, la separación de los cónyuges, la declaración de nulidad matrimonial, la disolución del vínculo y los medios para remediar o paliar las rupturas entre los cónyuges y sus efectos. Los efectos del matrimonio y las relaciones entre los cónyuges y entre estos y sus hijos, se rigen por las disposiciones respectivas del Código Civil. La definición de matrimonio en el derecho chileno se encuentra establecida en el Código Civil.
Su principal innovación en el ordenamiento jurídico chileno fue la incorporación del divorcio vincular en aquel país, hecho por el cual es también conocida como «Ley de Divorcio». Su tramitación demoró casi una década, y estuvo acompañada de una intensa oposición por parte de la Iglesia católica y sus adherentes.

## Tramitación

### Primer trámite constitucional: Cámara de Diputados
El 28 de noviembre de 1995 ingresó a la Cámara de Diputados la moción que se convertiría en la ley 19.947. El proyecto de ley fue presentado por los diputados Isabel Allende Bussi, Mariana Aylwin Oyarzún, Carlos Cantero Ojeda, Sergio Elgueta Barrientos, Víctor Jeame Barrueto, Arturo Longton Guerrero, Eugenio Munizaga Rodríguez, María Antonieta Saa, José Antonio Viera-Gallo e Ignacio Walker Prieto. La elaboración del proyecto de ley contó con la colaboración de Andrea Muñoz, Carlos Peña González y Gastón Gómez, entre otros profesores de derecho civil. Una de las principales motivaciones expresada por los diputados fue la evolución que había tenido la sociedad chilena, la cual no era la misma que la existente durante el siglo XIX. En el proyecto se señalaba: "El derecho debe reconocer y encauzar en la medida de sus posibilidades esta nueva realidad. De lo contrario, ella superará a la norma, creándose una separación peligrosa entre los valores y principios que representa la ley y la práctica social". El fin perseguido por el proyecto era "actualizar y perfeccionar la legislación sobre el matrimonio".
En la moción se hizo referencia además a lo que ocurría en la práctica con el llamado "divorcio a la chilena". Dicha institución consistía en disolver el vínculo matrimonial alegando su nulidad, basada en la incompetencia del oficial de Registro Civil al no ser el correspondiente al domicilio de los contrayentes. Según los autores de la moción, "esta inadecuación legal no sólo fomenta una práctica que deslegitima al conjunto de nuestras instituciones jurídicas, sino que, más que eso, desatiende el conjunto de bienes que las crisis matrimoniales ponen en peligro, como la educación, tuición y manutención de los hijos, las relaciones patrimoniales entre los cónyuges y la mantención del vínculo filial donde ya no hay amistad conyugal".
El mismo 28 de noviembre se realizó la cuenta del proyecto, y se votó su vista por la comisión unida de Constitución y Familia. El primer informe de la comisión unida de Constitución y Familia fue dado a conocer el 15 de enero de 1997. En aquel informe, la comisión rechazó legislar sobre el proyecto presentado. La decisión fue adoptada tras aproximadamente un año de sesiones, en el cual se invitó a personas ligadas a universidades, entidades religiosas y centros de estudios relacionados con el tema que trataba el proyecto para conocer su punto de vista.
La discusión del proyecto de ley en la Cámara de Diputados se inició el 23 de enero de 1997. En aquella sesión, los diputados contaron con un determinado número de minutos para dar a conocer las razones por las cuales votaban a favor o en contra del proyecto. Tras el debate se votó para decidir si se legislaría o no el proyecto en cuestión. Hubo 53 votos a favor de legislar, 40 en contra y no hubo abstenciones. La votación de la cámara de diputados fue de la siguiente manera:
| Votación general del proyecto de ley en la Cámara de Diputados | Votación general del proyecto de ley en la Cámara de Diputados |
| A favor | En contra |
| --- | --- |
| Aguiló, Allende, Arancibia, Ascencio, Ávila, Aylwin (Andrés), Aylwin (Mariana), Balbontín, Ceroni, Cornejo, Elgueta, Encina, Escalona, Estévez, González, Huenchumilla, Jara, Jeame, Jocelyn-Holt, Karelovic, Latorre, León, Letelier (Juan Pablo), Letelier (Felipe), Longton, Martínez (Gutenberg), Montes, Morales, Moreira, Muñoz, Navarro, Ojeda, Ortiz, Palma (Andrés), Pérez (Aníbal), Pizarro, Pollarolo, Prochelle, Reyes, Rocha, Saa, Sabag, Salas, Seguel, Silva, Sota, Tohá, Tuma, Valcarce, Valenzuela, Viera-Gallo, Walker y Wörner. | Alvarado, Álvarez-Salamanca, Allamand, Bartolucci, Bombal, Caminondo, Cardemil, Coloma, Correa, Cristi, Chadwick, Dupré, Elizalde, Errázuriz, Espina, Fantuzzi, Ferrada, García (José), García-Huidobro, Gutiérrez, Hurtado, Kuschel, Leay, Longueira, Luksic, Martínez (Rosauro), Masferrer, Melero, Orpis, Palma (Joaquín), Paya, Pérez (Víctor), Prokurica, Rodríguez, Solís, Taladriz, Ulloa, Venegas, Villegas y Zambrano. |

Inmediatamente después se votó acerca del artículo 5 transitorio, el cual requería de quórum especial al dar competencia a los tribunales de familia. El resultado fue de 53 votos a favor, 38 en contra y ninguna abstención. Dado que el quórum exigía 67 votos a favor, se rechazó aquel artículo.
El segundo informe de la comisión unida de Constitución y Familia fue dictado el 25 de agosto de 1997, dando a conocer lo acordado en las sesiones que dicha comisión efectuó entre marzo y abril de aquel año. A raíz de dichas sesiones se introdujeron algunas modificaciones al proyecto de ley, siendo enviado de vuelta a la Cámara de Diputados para su aprobación.
El 8 de septiembre de 1997 se llevó a cabo la segunda discusión en la Cámara de Diputados, con el fin de votar acerca de las modificaciones propuestas por la comisión unida de Constitución y Familia. En aquella sesión se le dio un número determinado de minutos a cada bancada para debatir acerca de las modificaciones propuestas. Entre los temas que se discutieron estuvieron la irrenunciabilidad de la acción de divorcio y la aplicación de la ley a los matrimonios celebrados con anterioridad a su entrada en vigencia. Una vez realizadas las votaciones, se aprobó el proyecto de ley en la Cámara de Diputados, pasando al Senado.

### Segundo trámite constitucional: Senado
La cuenta del proyecto fue llevada a cabo en el Senado el 10 de septiembre de 1997, decidiéndose que pasaría a la comisión de Constitución, Legislación, Justicia y Reglamento. El informe de la comisión se dio a conocer el 9 de julio de 2003, en el cual se registró la discusión general y particular que se hizo del proyecto. Al votar, en general, el proyecto de ley por la comisión, fue aprobado en forma unánime por sus miembros. En la discusión particular del proyecto se agregaron algunas modificaciones, incluidas algunas propuestas por el presidente de la República, Ricardo Lagos Escobar.
El 15 de julio de 2003 se dio inicio a la discusión general del proyecto de ley en el Senado. El debate se llevó a cabo a lo largo de varias sesiones, durante los meses de julio y agosto de aquel año. La votación del proyecto en general se realizó el 13 de agosto, con un resultado de 33 votos a favor y 13 en contra, aprobándose la idea de legislar. El detalle de la votación fue el siguiente:
| Votación general del proyecto de ley en el Senado | Votación general del proyecto de ley en el Senado                                                                   |
| A favor | En contra |
| --- | --- |
| Ávila, Boeninger, Cantero, Cordero, Espina, Flores, Foxley, Frei (Carmen), Frei (Eduardo), García, Gazmuri, Horvath, Lavandero, Matthei, Moreno, Naranjo, Núñez, Ominami, Páez, Parra, Pizarro, Prokurica, Ríos, Ruiz, Ruiz-Esquide, Sabag, Silva, Stange, Valdés, Vega, Viera-Gallo, Zaldívar (Adolfo) y Zaldívar (Andrés). | Aburto, Arancibia, Bombal, Canessa, Cariola, Coloma, Chadwick, Fernández, Larraín, Martínez, Novoa, Orpis y Romero. |

Durante la discusión general en el Senado se realizaron indicaciones al proyecto por parte de algunos senadores, las cuales fueron analizadas por la Comisión de Constitución, Legislación, Justicia y Reglamento. La discusión particular del proyecto en el Senado comenzó el 6 de enero de 2004. En aquella oportunidad el poder ejecutivo otorgó urgencia simple al proyecto. La votación particular en el Senado se desarrolló a lo largo de siete sesiones, finalizando el 22 de enero del mismo año.

### Tercer trámite constitucional: Cámara de Diputados
Debido a que el proyecto aprobado en el Senado presentaba algunas modificaciones respecto del surgido en el primer trámite constitucional, el proyecto regresó a la Cámara de Diputados para ser votado considerando dichos cambios. La discusión del proyecto inició el 9 de marzo de 2004, finalizando el 11 del mismo mes. En aquella sesión se realizó la votación de las modificaciones hechas por el Senado, las cuales fueron aprobadas una por una. Posteriormente se le comunicó de la aprobación del proyecto al Presidente de la República, Ricardo Lagos Escobar, quien decidió no hacer uso de la facultad de veto. Tras esto, el proyecto fue enviado al Tribunal Constitucional, para que hiciera el control de las disposiciones que tienen rango de ley orgánica constitucional.

### Trámites posteriores
El 20 de abril de 2004 el Tribunal Constitucional remitió su fallo a la Cámara de Diputados, en el cual señaló que los artículos examinados no eran contrarios a la Constitución Política de la República. La ley fue promulgada por el presidente de la República el 7 de mayo de 2004. Su publicación en el Diario Oficial fue realizada el 17 de mayo del mismo año.
La ley entró en vigencia el 18 de noviembre de 2004, derogando así a la ley de matrimonio civil de 1884. Aunque la norma establecía que los tribunales competentes para conocer de ella eran los tribunales de familia, éstos aún no eran implementados en el país, por lo que durante aquel periodo los juzgados civiles debieron conocer de los procedimientos relacionados con la ley. A partir del 1 de octubre de 2005, cuando los tribunales de familia entraron en funcionamiento, ellos conocieron de los asuntos relacionados con la ley.
Con la promulgación de la ley, Chile dejó de ser uno de los tres países en el mundo que no contemplaba el divorcio. Los otros dos eran Malta y Filipinas.

## Contenido

### Celebración del matrimonio
La Nueva Ley de Matrimonio Civil adoptó un sistema facultativo respecto de la celebración del matrimonio. De esta forma, terminó con el sistema de matrimonio civil obligatorio impuesto por la ley de 1884 e introdujo la opción del matrimonio religioso con efectos civiles.
La ley establece que antes de contraer matrimonio civil es necesario realizar los siguientes trámites: la solicitud de hora; la "manifestación", acto a través del cual los contrayentes comunican al oficial civil su intención de contraer matrimonio; la "información", acto a través del cual dos testigos declaran que los contrayentes no tienen impedimentos o prohibiciones para contraer matrimonio. Otro de los requisitos necesarios para contraer matrimonio es la realización de los "cursos de preparación para el matrimonio", que son dictados por el mismo Registro Civil o por otras instituciones inscritas para tal efecto. Tales cursos tienen por objeto informar a los futuros contrayentes los aspectos relacionados con el matrimonio, como los derechos y deberes que adquieren al celebrarlo.
El matrimonio civil se celebra ante el oficial de Registro Civil que intervino en los trámites ya mencionados. El lugar en que se lleve a cabo puede ser la oficina de Registro Civil o el que los contrayentes indiquen, siempre que esté dentro de la jurisdicción del oficial. En la celebración del matrimonio se exige la presencia de dos testigos, que deben señalar si existen impedimentos o prohibiciones para la celebración del matrimonio. El oficial civil recordará a los contrayentes que el consentimiento debe ser libre y espontáneo, y leerá los derechos y deberes que emanan del matrimonio. Tras esto, les preguntará si consienten en recibirse el uno al otro como marido o mujer, y ante la afirmativa los declarará casados.
En el caso del matrimonio religioso, este debe ser celebrado ante entidades religiosas que gocen de personalidad jurídica de derecho público. La ceremonia debe hacerse ante un ministro de culto habilitado para celebrar el matrimonio. Además, se deben cumplir los requisitos y formalidades del matrimonio civil, especialmente los referidos al consentimiento libre y espontáneo de los contrayentes y a la no existencia de impedimentos o prohibiciones. Se debe levantar un acta matrimonial, la que será presentada personalmente ante un oficial del Registro Civil. El oficial civil deberá verificar que se hayan cumplido todos los requisitos exigidos por la ley, y deberá ratificar el consentimiento de los contrayentes, luego de lo cual inscribirá el matrimonio. La ley establece un plazo de ocho días para que los contrayentes presenten el acta ante el oficial civil; en caso de no presentarlo dentro de ese periodo, el matrimonio "no producirá efecto civil alguno".

### Divorcio
La gran novedad de la ley fue la instauración del divorcio vincular por primera vez en Chile. Si bien la ley de matrimonio civil de 1884 contenía una figura llamada divorcio, esta no disolvía el vínculo matrimonial. La Nueva Ley de Matrimonio Civil optó por un sistema mixto, estableciendo dos causales de divorcio: el divorcio sanción y el divorcio por cese de la convivencia. El divorcio sanción, también llamado divorcio por culpa, se puede hacer valer a raíz de que uno de los cónyuges haya realizado acciones graves que constituyan transgresiones severas de las obligaciones y deberes del matrimonio, o para con los hijos, tornando así intolerable la vida en común. Debido a que en este caso el divorcio constituye una sanción, solo el cónyuge que fue víctima de aquellas transgresiones puede demandar. La ley señala algunos casos que pueden dar lugar a este divorcio, los cuales no son taxativos.
El divorcio por cese de la convivencia, en cambio, posee una causal objetiva, que dice relación con la separación de hecho de los cónyuges durante un periodo de tiempo determinado. Dicho periodo variará según si el divorcio se solicita de forma bilateral o unilateral: 1 y 3 años, respectivamente. 
No se incluyó el divorcio por mutuo consentimiento debido principalmente a que varios de los parlamentarios consideraban al matrimonio no como un mero contrato, sino que como una institución.

### Nulidad
La ley mantuvo la institución de la nulidad matrimonial, entendida como una invalidación del matrimonio debido a la existencia de vicios o defectos en la celebración del mismo. La Nueva Ley de Matrimonio Civil modificó las causales de la nulidad, siendo su principal cambio la eliminación de la nulidad basada en la incompetencia del oficial de Registro Civil, causal que era utilizada con anterioridad para llevar a cabo el denominado "divorcio a la chilena". La ley señala de forma expresa las causales de nulidad, las cuales deben haber existido al momento de celebrar el matrimonio. Entre otras, la norma reconoce como causales las siguientes: se haya contraído matrimonio sin haber disuelto el vínculo matrimonial anterior; uno de los contrayentes haya sido menor de 16 años al momento de la celebración; los contrayentes tengan entre sí un determinado grado de parentesco; falta de consentimiento libre y espontáneo.

### Separación
Esta materia se encuentra regulada en el capítulo III de la ley, distinguiéndose entre separación de hecho y separación judicial. En ambos casos el vínculo matrimonial subsiste, por lo que no es posible contraer segundas nupcias. La separación de hecho es una situación fáctica consistente en el término de la convivencia de los cónyuges. La ley N° 19.947 permite regular la separación de hecho, ya sea de mutuo acuerdo o subsidiariamente por el juez. La regulación de la separación de hecho debe abarcar el derecho de alimentos (entre los cónyuges y respecto de los descendientes), las materias vinculadas al régimen de bienes del matrimonio, y aspectos relativos a los hijos, como el cuidado personal o la relación directa y regular.
La separación judicial, por su parte, procede por sentencia judicial, dictada a petición de uno de los cónyuges o de ambos. Sus efectos respecto de los cónyuges son mayores que en la separación de hecho, y produce un nuevo estado civil, el "separado judicialmente". La ley enumera las causales que permiten solicitar al juez la declaración de la separación judicial: Infracción grave de los deberes y obligaciones que impone el matrimonio o de los deberes de los padres con los hijos, que torne intolerable la vida en común; el cese de la convivencia; o el mutuo acuerdo de los cónyuges. Respecto de la segunda causal, a diferencia del divorcio, la ley no exige una duración determinada del cese de la convivencia. En el caso de la separación judicial por mutuo consentimiento, los cónyuges deben acompañar un acuerdo que regule en forma completa y suficiente sus relaciones mutuas y con respecto a sus hijos. El contenido exigido de dicho acuerdo es el mismo que en la separación de hecho.

### Compensación económica
Otra de las novedades de la ley fue la incorporación de la compensación económica, que puede solicitarse a raíz de la nulidad del matrimonio o del divorcio. Consiste en un derecho del cónyuge más débil para exigir una reparación del menoscabo económico que experimentó por no haber podido desarrollar durante el matrimonio una actividad lucrativa, o haberlo hecho en menor medida de lo que podía y quería por haberse dedicado al cuidado de los hijos o a las labores propias del hogar. Sin embargo, una de las dificultades que han enfrentado la doctrina y la jurisprudencia nacionales es determinar la naturaleza jurídica de la institución, existiendo diversas tesis acerca del tema.

## Opinión pública
La tramitación y posterior aprobación del proyecto estuvieron acompañados de un intenso debate en el país, el cual se centró principalmente en la institución del divorcio que la ley incorporó por primera vez en Chile.

### Religión
En general, la ley fue criticada por la Iglesia católica, que vio en ella una amenaza a la familia. En 1998, la Conferencia Episcopal de Chile publicó un documento en el cual hacía reparos al proyecto de ley, sosteniendo que "una iniciativa semejante es contraria a la ley divina y al bien común de la Nación". El arzobispo de Santiago Francisco Javier Errázuriz Ossa argumentó que el matrimonio es por esencia indisoluble, y por lo tanto la institución del divorcio contradice aquella idea. En lo relativo al apoyo que existía por parte de la sociedad chilena a la idea de legislar sobre el divorcio, el obispo de Temuco Manuel Camilo Vial Risopatrón restó importancia a la cantidad de gente que era partidaria del divorcio vincular, indicando que lo importante era el sentido y el concepto de matrimonio. Sin embargo, no todo el contenido de la ley fue rechazado por la Iglesia católica. A través de una declaración se sostuvo: "Como elementos positivos destacamos, en primer lugar, la abolición de la causal que se ha utilizado hasta ahora para la práctica del divorcio fraudulento. También el perfeccionamiento del sistema de nulidades y la introducción del necesario proceso de mediación, que sin duda podrá salvar a numerosos matrimonios. Asimismo valoramos el establecimiento de un virtual estado civil de separados".
En 2003, la Vicaría de la Familia de la Arquidiócesis de Santiago impulsó una campaña televisiva a favor de la indisolubilidad del matrimonio, en la cual se mostraban estadísticas estadounidenses de los efectos que el divorcio generaba en relación con los hijos. Se señalaba, por ejemplo, que en los hijos de parejas divorciadas existía una mayor tasa de drogadicción y de violencia escolar. La campaña fue criticada por diversos sectores, incluido algunos miembros de la Iglesia como el sacerdote jesuita Felipe Berríos.
Distinta fue la percepción del proyecto de ley por parte de la comunidad judía de Chile. El rabino Eduardo Waingortin, del «Comité Representativo de Entidades Judías», estuvo a favor de una ley que regulara la institución del divorcio, y criticó la idea de "imponer normas religiosas por medio de la ley civil".Una crítica similar realizó el «Consejo de Unidades Pastorales de la Iglesia Evangélica Metropolitana», tachando a la Iglesia católica de fundamentalista. La iglesia luterana también estuvo a favor de legislar sobre la materia, ya que veía en ella una solución al quiebre matrimonial.

### Encuestas
A pesar de la oposición que hubo por parte de la Iglesia católica, y que la sociedad chilena se ha definido mayoritariamente católica según los censos, las encuestas realizadas durante la tramitación de la ley reflejaron un amplio apoyo por parte de los chilenos a la idea de legislar sobre el divorcio.
Entre los antecedentes que sirvieron de base para la redacción del proyecto de ley estuvieron los resultados de una encuesta que la «Comisión Nacional de la Familia» dio a conocer en 1994. Entre otras preguntas se interrogó a los encuestados sobre su posición respecto del divorcio, a lo que el 74% estuvo a favor de legislar sobre aquella materia. En 1998, el Centro de Estudios Públicos (CEP) realizó una encuesta para conocer el pensamiento de la sociedad chilena en aspectos relativos a la religión. Entre las preguntas estaba la relativa al apoyo o no de legislar sobre el divorcio, medida que aprobaron el 66% de los católicos y el 60% de los evangélicos encuestados. En una encuesta realizada por la Fundación Ideas y la Universidad de Chile en 2002, el 81% de los encuestados estuvo a favor de legislar sobre el divorcio, considerando que dicha institución no ponía en riesgo a la familia.

## Reformas
- Ley N.º 20.286 de 2008.
- Ley N.º 20.680 de 2013.